# Могучие рейнджеры: В космосе
Могучие рейнджеры: В космосе (англ. Power Rangers In Space) — шестой сезон популярного американского телесериала «Могучие рейнджеры», основанный на двадцать первом сезоне японского телесериала «Super Sentai». «Электромагнитный Отряд — Мегарейнджеры». 
Этот сезон стал поворотной точкой в сериале, так как из-за низких рейтингов предыдущего сезона сериал собирались закрыть и этот сезон планировался как заключительный, из-за чего в нём завершается сквозная история, связанная с городом Анджел-Гроув и волшебником Зордоном, начатая в первом сезоне. Это также вылилось в финальную битву, в которой участвовали все злодеи из предыдущих сезонов. Во время показа рейтинги сериала неожиданно повысились, из-за чего идея завершения была отменена, но начиная со следующего сезона в сериале больше нет сквозной команды рейнджеров или мест действия.

## Сюжет
События сезона разворачиваются сразу после уничтожения армией Диватокс Центра Силы. Пиратская королева прибывает на далёкую планету Симериан, где вместе с Империей Машин, Ритой и Зеддом объединяется в Федерацию Зла. Главой этого нового объединения становится Злой Спектр — повелитель тьмы, которому удалось захватить в плен Зордона. Но о его планах становится известно красному рейнджеру Андросу, тайно проникшему на чрезвычайное совещание злодейской коалиции. Злой Спектр поручает его уничтожение своей подопечной — принцессе Астронеме. Прилетевшие с Земли на космическом шаттле Ти Джей, Карлос, Эшли и Кэсси объединяются с Андросом в новый отряд космических рейнджеров. Вместе друзьям предстоит защищать Вселенную от многочисленных атак злодеев, отправиться на поиски своего наставника Зордона и отыскать похищенную в детстве с родной планеты младшую сестру Андроса Карон.

## Персонажи

### Рейнджеры
- Андрос — Красный Космический Рейнджер. Капитан команды. Роль играет Кристофер Кейман Ли.
- Карлос Валерте — Чёрный Космический Рейнджер. Роль играет Роджер Веласко.
- Теодор Джей «Ти Джей» Джарвис Джонсон — Синий Космический Рейнджер. Роль играет Селвин Уорд.
- Эшли Хаммонд — Жёлтый Космический Рейнджер. Роль играет Трейси Линн Круз.
- Кэсси Чен — Розовый Космический Рейнджер. Роль играет Патрисия Джа Ли.
- Зейн — Серебряный Космический Рейнджер. Роль играет Джастин Нимо.

### Союзники
- Зордон — легендарный инопланетный наставник Рейнджеров с планеты Элтар и основатель Могучих Рейнджеров. Роль играет Роберт Манахан.
- Альфа 6 — робот-помощник и технический консультант Рейнджеров. Роль озвучивает Катерина Лючани.
- Д.Е.К.А. — разумная операционная система с искусственным интеллектом. Роль озвучивает Джули Маддалена.
- Черепашки-ниндзя — команда мутантов черепах обученными из ниндзя Нью — Йорка.
  - Леонардо — лидер команды. Роль играет Джейсон Грей-Стэнфорд.
  - Донателло — мозг команды.
- Фантом Рейнджер — таинственный воин в маске, был ближайшим другом команды Турбо Рейнджеров. Роль озвучивает Алекс Додд.
- Синий Центурион — межгалактический офицер полиции из будущего. Роль озвучивает Дэвид Уолш.
- Аквитарские рейнджеры — элитная команда Рейнджеров с планеты Аквитар.
- Трей — благородный лорд с планеты Трифория. Оригинальный Золотой Рейнджер. Роль играют Тэд, Тим и Том ДиФилиппо и озвучивает Брэд Хоукинс.
- Джастин Стюарт — Синий Турбо Рейнджер. Роль играет Блейк Фостер.
- Адам Парк — Чёрный Могучий Рейнджер. Роль играет Джонни Йонг Бош.
- Карон — родная сестра Андроса. Роль играет Мелоди Перкинс.

### Антагонисты
Федерация Зла — коалиция злодеев, объединяющая наиболее влиятельные силы зла почти со всей Галактики. Была образована ещё до эпохи Морфинов. В Федерацию Зла входят такие группировки как команда Риты и Зедда, Король Зол, Империя Машин, Армия Диватокс, а также огромное число монстров и прочей нечисти. Федерация Зла ставит своей задачей объединенными усилиями различных злодейских группировок и организаций подготовить и провести генеральное наступление на всех Рейнджеров и их союзников, чтобы не иметь более препятствий к захвату Галактики. Лидеры Федерации Зла и большая часть её армий были уничтожены Волной Зордона, что и предопределило почти мгновенный развал коалиции.

#### Основные злодеи сезона
- Злой Спектр — лидер Федерации Зла и могущественный повелитель тьмы. Роль озвучивают Теренс Дж. Ротоло и Кристофер Чо
- Астронема — принцесса Зла и главная злодейка в этом сезоне. Роль играет Мелоди Перкинс
- Эклиптор — один из сильнейших воинов Галактики. Роль озвучивает Лекс Лэнг.
- Дарконда — вероломный наемник и охотник за головами из далекого космоса. Роль озвучивает Стив Камерун.
- Элгар — тупоумный племянник космической пиратки Диватокс. Роль озвучивает Дерек Стивен Принц.
- Квантроны — роботы в форме гуманоидов, солдаты армии Темного Спектра и Астрономы.
- Психо-Рейнджеры — элитная команда Рейнджеров Зла. Роли озвучивают Патрик Дэвид (Психо-Красный), Майкл Мейзе (Психо-Чёрный), Уолли Вингерт (Психо-Синий), Кэмера Уолтон (Психо-Жёлтый) и Вики Дэвис (Психо-Розовый), а играют Патрик Дэвид (Психо-Красный в человеческом облике), Майкл Мейзе (Психо-Чёрный в человеческом облике) и Вики Дэвис (Психо-Жёлтый в человеческом облике).

#### Злодеи из прошлых сезонов
- Рита и Зедд — эта пара имела раньше весьма немалые амбиции в покорении Земли. Роль играют Карла Перес и Эдвин Нил, озвучивают Барбара Гудсон и Роберт Аксельрод.
- Империя Машин — государство разумных машин-завоевателей.
- Диватокс — космический пират. Роль играет Хилари Шепард.

### Прочие персонажи
- Балк, Скалл и Профессор Феноменус — комичное трио. Престарелый чокнутый профессор Феноменус взвалил на себя миссию по поиску инопланетной жизни на Земле, хотя никто его об этом не просил. Вдобавок, он взял в себе помощники Балка и Скалла, которые болтались без работы. Роли играют Пол Шрайер, Джейсон Нарви и Джек Баннинг.

## Эпизоды
| № общий | № в сезоне | Название                                                         | Режиссёр         | Автор сценария              | Дата премьеры    |
| ------- | ---------- | ---------------------------------------------------------------- | ---------------- | --------------------------- | ---------------- |
| 251     | 1          | «Из ниоткуда, часть 1» «From Out of Nowhere, Part I»             | Джонатан Тзачер  | Джудд Линн                  | 6 февраля 1998   |
| 252     | 2          | «Из ниоткуда, часть 2» «From Out of Nowhere, Part II»            | Джонатан Тзачер  | Джудд Линн                  | 13 февраля 1998  |
| 253     | 3          | «Спасите наш корабль» «Save Our Ship»                            | Айзек Флорентайн | Джудд Линн                  | 20 февраля 1998  |
| 254     | 4          | «Время черепах» «Shell Shocked»                                  | Блэр Трэ         | Джудд Линн                  | 27 февраля 1998  |
| 255     | 5          | «Никогда не сдаваться» «Never Stop Searching»                    | Блэр Трэ         | Стив Рот                    | 6 марта 1998     |
| 256     | 6          | «Поиски спутника» «Satellite Search»                             | Блэр Трэ         | Джудд Линн                  | 13 марта 1998    |
| 257     | 7          | «Среди воров» «A Ranger Among Thieves»                           | Уорт Китер       | Джудд Линн                  | 20 марта 1998    |
| 258     | 8          | «Когда хочешь как лучше» «When Push Comes to Shove»              | Уорт Китер       | Джудд Линн                  | 27 марта 1998    |
| 259     | 9          | «Нашествие из компьютера» «The Craterite Invasion»               | Уорт Китер       | Джудд Линн                  | 3 апреля 1998    |
| 260     | 10         | «Оса с сердцем» «The Wasp With a Heart»                          | Коити Сакамото   | Джудд Линн                  | 4 апреля 1998    |
| 261     | 11         | «Обретение Дельты» «The Delta Discovery»                         | Коити Сакамото   | Джудд Линн                  | 11 апреля 1998   |
| 262     | 12         | «Озлобитель» «The Great Evilyzer»                                | Уорт Китер       | Джудд Линн                  | 18 апреля 1998   |
| 263     | 13         | «Бабушка-сводня» «Grandma Matchmaker»                            | Уорт Китер       | Джудд Линн                  | 25 апреля 1998   |
| 264     | 14         | «Барилльский овод» «The Barillian Sting»                         | Джудд Линн       | Джон Флетчер                | 2 мая 1998       |
| 265     | 15         | «Кризис личности синего» «T.J.'s Identity Crisis»                | Уорт Китер       | Джудд Линн                  | 9 мая 1998       |
| 266     | 16         | «Вспышки Дарконды» «Flashes of Darkonda»                         | Джонатан Тзачер  | Джудд Линн                  | 16 мая 1998      |
| 267     | 17         | «Рейнджеры и Мегавояджер» «The Rangers' Mega Voyage»             | Джудд Линн       | Джудд Линн                  | 12 сентября 1998 |
| 268     | 18         | «Настоящий синий рейнджер» «True Blue to the Rescue»             | Джудд Линн       | Джудд Линн                  | 19 сентября 1998 |
| 269     | 19         | «Превратитель атакует» «Invasion of the Body Switcher»           | Джудд Линн       | Джеки Маршан                | 26 сентября 1998 |
| 270     | 20         | «Возвращение к жизни» «Survival of the Silver»                   | Уорт Китер       | Джудд Линн                  | 3 октября 1998   |
| 271     | 21         | «Цвет зависти» «Red with Envy»                                   | Уорт Китер       | Джудд Линн                  | 10 октября 1998  |
| 272     | 22         | «Секрет серебряного рейнджера» «The Silver Secret»               | Уорт Китер       | Джеки Маршан                | 14 октября 1998  |
| 273     | 23         | «Опасное свидание» «A Date with Danger»                          | Коити Сакамото   | Джеки Маршан                | 15 октября 1998  |
| 274     | 24         | «Выбор Зейна» «Zhane's Destiny»                                  | Уорт Китер       | Джудд Линн                  | 16 октября 1998  |
| 275     | 25         | «Всегда есть шанс» «Always a Chance»                             | Коити Сакамото   | Джудд Линн                  | 17 октября 1998  |
| 276     | 26         | «Тайна Астронемы» «The Secret of the Locket»                     | Уорт Китер       | Джудд Линн                  | 21 октября 1998  |
| 277     | 27         | «Астронема в раздумьях» «Astronema Thinks Twice»                 | Уорт Китер       | Джудд Линн                  | 23 октября 1998  |
| 278     | 28         | «Вопрос доверия» «The Rangers' Leap of Faith»                    | Джонатан Тзачер  | Джудд Линн                  | 24 октября 1998  |
| 279     | 29         | «Месть Злого Спектра, часть 1» «Dark Specter's Revenge, Part I»  | Тони Рэндел      | Джудд Линн и Джеки Маршан   | 28 октября 1998  |
| 280     | 30         | «Месть Злого Спектра, часть 2» «Dark Specter's Revenge, Part II» | Тони Рэндел      | Джудд Линн и Джеки Маршан   | 29 октября 1998  |
| 281     | 31         | «Психо-рейнджеры» «Rangers Gone Psycho»                          | Джудд Линн       | Джудд Линн                  | 30 октября 1998  |
| 282     | 32         | «Вызываю Карлоса» «Carlos on Call»                               | Джудд Линн       | Джудд Линн                  | 31 октября 1998  |
| 283     | 33         | «Раздор среди рейнджеров» «A Rift in the Rangers»                | Уорт Китер       | Джудд Линн                  | 4 ноября 1998    |
| 284     | 34         | «Пять одного цвета» «Five of a Kind»                             | Уорт Китер       | Джудд Линн                  | 5 ноября 1998    |
| 285     | 35         | «Молчание — золото» «Silence is Golden»                          | Уорт Китер       | Джудд Линн и Джеки Маршан   | 6 ноября 1998    |
| 286     | 36         | «Враг внутри» «The Enemy Within»                                 | Уорт Китер       | Джудд Линн и Джеки Маршан   | 7 ноября 1998    |
| 287     | 37         | «Питомец Андроса» «Andros and the Stowaway»                      | Уорт Китер       | Джудд Линн                  | 11 ноября 1998   |
| 288     | 38         | «Тайный город» «Mission to Secret City»                          | Коити Сакамото   | Джудд Линн                  | 12 ноября 1998   |
| 289     | 39         | «Люди-дискеты» «Ghosts in the Machine»                           | Уорт Китер       | Джеки Маршан                | 13 ноября 1998   |
| 290     | 40         | «Сеть расставлена» «The Impenetrable Web»                        | Джудд Линн       | Джудд Линн и Джеки Маршан   | 14 ноября 1998   |
| 291     | 41         | «Машина-убийца» «A Line in the Sand»                             | Джудд Линн       | Джудд Линн и Джеки Маршан   | 18 ноября 1998   |
| 292     | 42         | «Последний отсчёт, часть 1» «Countdown to Destruction, Part I»   | Джонатан Тзачер  | Коити Сакамото и Джудд Линн | 20 ноября 1998   |
| 293     | 43         | «Последний отсчёт, часть 2» «Countdown to Destruction, Part II»  | Джонатан Тзачер  | Коити Сакамото и Джудд Линн | 21 ноября 1998   |

Финальная дилогия «Последний отсчёт» снималась как трилогия, но компания «FOX», на чьём канале транслировался сериал, потребовала сократить финал до двух частей, из-за чего было вырезано очень много сцен.